# Четырёхпалые сцинки
Четырёхпалые сцинки, или карлии (лат. Carlia) — род ящериц из семейства сцинковых подсемейства лигосомных сцинков. Включает около 30 видов мелких наземных ящериц, распространенных в Северо-Восточной Австралии, Индонезии и Новой Гвинее.
Виды:
- Carlia amax
- Carlia bicarinata
- Carlia bomberai
- Carlia caesius
- Carlia coensis
- Carlia dogare
- Carlia fusca
- Carlia gracilis
- Carlia jarnoldae
- Carlia johnstonei
- Carlia longipes
- Carlia munda
- Carlia mundivensis
- Carlia parrhasius
- Carlia pectoralis
- Carlia prava
- Carlia rhomboidalis
- Carlia rimula
- Carlia rostralis
- Carlia rubrigularis
- Carlia rufilatus
- Carlia schlegelii
- Carlia schmeltzii
- Carlia scirtetis
- Carlia storri
- Carlia tetradactyla
- Carlia triacantha
- Carlia vivax